# Filadelfi
I Filadelfi  (in lingua francese: Philadelphes) erano membri di una società segreta di indirizzo democratico, fondata in Francia alla fine del XVIII secolo e diffusa in età napoleonica anche in Svizzera e nell'Italia settentrionale. Dopo la Restaurazione (1815) comparvero logge di "Filadelfi" anche nel Regno delle Due Sicilie; ma verosimilmente si trattava di società segrete nate autonomamente in Italia meridionale, senza cioè alcun rapporto con le omonime società segrete sorte in Francia nei periodi precedenti.

## Storia

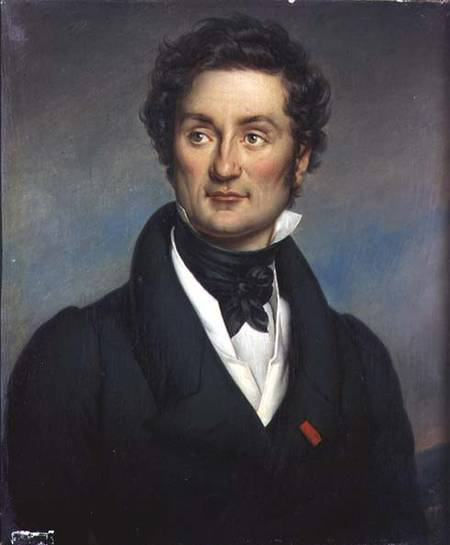
Charles Nodier (dipinto di Paulin Guérin)

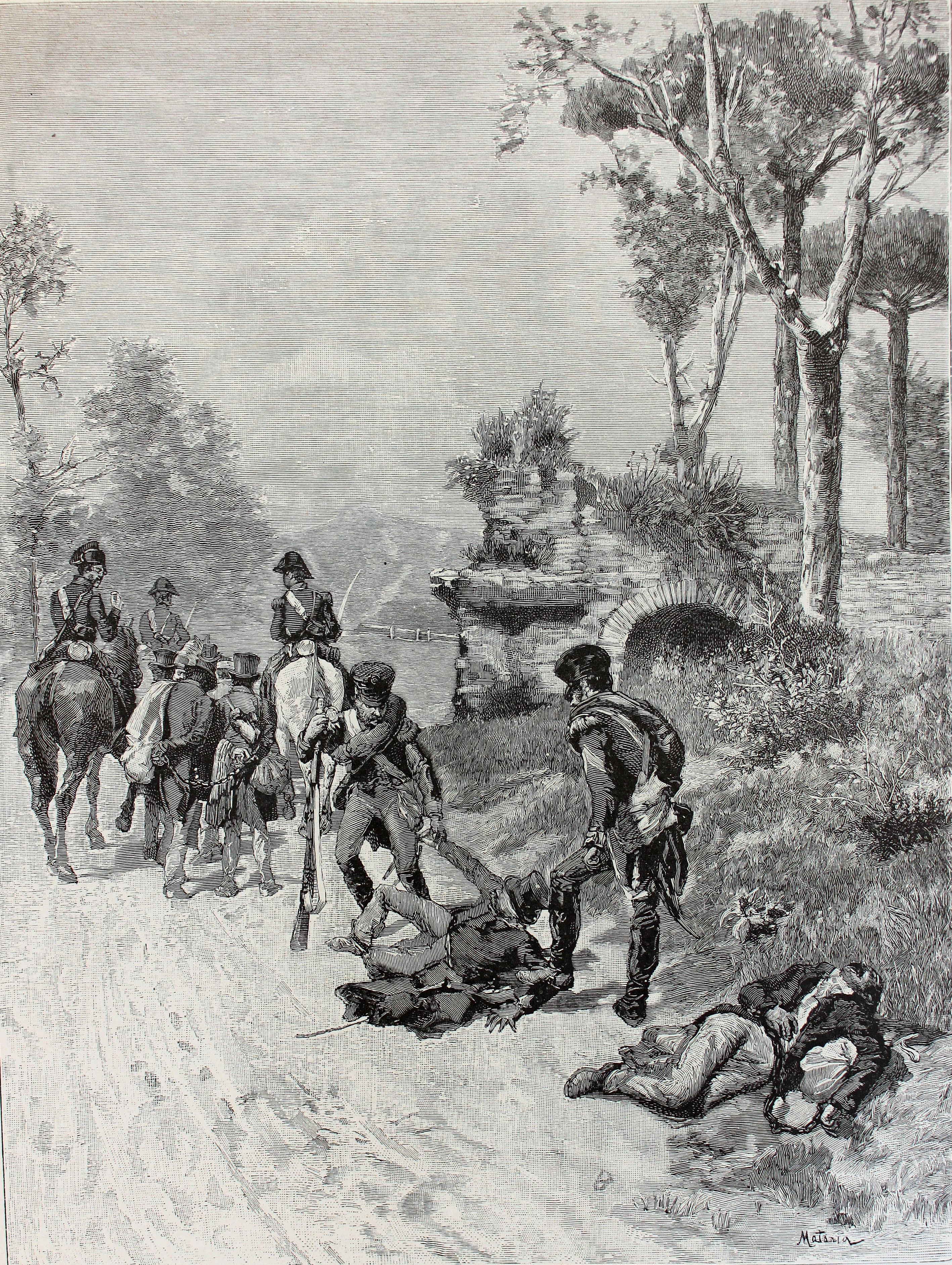
Gli insorti del Cilento sconfitti (illustrazione di Edoardo Matania)

### Filadelfi in età napoleonica
Molte notizie sui riti e le finalità dei Filadelfi derivano da una "Storia delle società segrete nell'esercito sotto Napoleone", opera alquanto fantasiosa dello scrittore romantico Charles Nodier, pubblicata anonima nel 1815, che dei Filadelfi sarebbe stato uno dei fondatori a Besançon nel 1796. La nascita della società segreta francese viene fatta risalire dagli storici al 1797 o al 1799. Centro irradiatore sarebbe stata la Franca Contea dove si sarebbero raccolte le confraternite antinapoleoniche formatesi in ambito militare, sia per reazione al cesarismo di Napoleone, sia per il tentativo di riorganizzarsi da parte dei superstiti gruppi giacobini. Secondo Nodier il fondatore sarebbe stato il colonnello Jacques-Joseph Oudet (1772-1809) mentre eminenti affiliati sarebbero stati i generali Jean Victor Marie Moreau e Claude François de Malet. Con la setta analoga degli Adelfi, alla cui guida vi erano gli italiani Luigi Angeloni e Filippo Buonarroti, i Filadelfi ebbero una certa importanza nell'organizzazione di complotti militari antinapoleonici nel periodo imperiale. L'organizzazione della società segreta derivava dalla Massoneria. In Italia la società di origine francese decadde rapidamente con l'affermarsi della Carboneria.

### Filadelfi dopo la Restaurazione
Affatto indipendenti dai Filadelfi francesi erano invece le sette omonime di tendenza carbonara sorte nel Meridione d'Italia, soprattutto nelle Puglie e nel Cilento, tra il 1816 e il 1828. Nel Cilento, nel 1828, una insurrezione di Filadelfi, che reclamavano il ripristino della Costituzione napoletana del 1820, venne repressa con ferocia dal direttore della polizia borbonica Francesco Saverio Del Carretto: fra gli interventi si ricorda la distruzione del villaggio di Bosco (7 luglio 1828).